# 류형규
류형규(1974년 ~ )은 매니아DB를 개발한 대한민국의 개발자이다.
제7회 전국 PC 경진대회 (1990)에서 고등부 금상을 수상하였다.
2007년 가슴네트워크 선정 한국대중음악 100대 명반 선정위원으로 참여하였다.